# Родькин, Евгений Викторович
Не громы небесные стонут,

Не роты в атаку идут — 

Над свежей солдатской

xxxxxxxxxxxxxxxxxxмогилой

Гремит оружейный салют.

Проснитесь же, люди!

xxxxxxxxxxxxxxxxxxПроснитесь,

Стряхнув равнодушия тень!

Ужель хоронить не устали

В могилы своих сыновей?

Ужель замечать перестали

Рыдающих женщин, отцов,

Сиротами ставших детишек

У цинковых звонких гробов?

Проснитесь же, люди!

xxxxxxxxxxxxxxxxxxПроснитесь!

От залпов нелепой войны!

Опомнитесь люди! — 

xxxxxxxxxxxxxxxxxxВзывают

К вам звезды с могил

xxxxxxxxxxxxxxxxxxи кресты.

Не громы небесные стонут,

Не роты в атаку идут — 

Над свежей солдатской

xxxxxxxxxxxxxxxxxxмогилой

Гремит оружейный салют.

Спи, Женя! И пусть пухом

xxxxxxxxxxxxxxxxxxбудет

Тебе Зауралья земля.

Тебя мы вовек не забудем!

Да будет ли помнить страна?
Евгений Викторович Родькин (20 декабря 1951, Рубцовск, Алтайский край — 6 марта 1996, Грозный) — командир специального отряда быстрого реагирования Управления по борьбе с организованной преступностью при Управлении внутренних дел по Курганской области, подполковник милиции, Герой Российской Федерации (1996).

## Биография
Евгений Викторович Родькин родился 20 декабря 1951 года в городе Рубцовске Алтайского края в семье машиниста паровоза Виктора Константиновича Родькина. В 1954 году семья переехала в город Курган Курганской области, куда на работу в паровозное депо был переведён отец.
В 1959 году пошёл и в 1969 году окончил Курганскую среднюю школу № 75. В школьные годы увлекался легкой атлетикой, был чемпионом Курганской области по метанию диска; состоял в отряде «Юный дзержинец» по поддержанию общественного порядка в посёлке Северный города Кургана.
В 1972 году окончил Курганский государственный педагогический институт (факультет физического воспитания). В студенческие годы был командиром строительного студенческого отряда.
В 1972 году призван на срочную службу в Вооружённые Силы СССР. Служил в танковых войсках. После демобилизации в 1974 году поступил на службу в Советский территориальный отдел милиции УВД города Кургана.
С марта 1984 года по 1986 год в качестве специалиста МВД СССР оказывал помощь в организации правоохранительных органов Демократической Республики Афганистан. Принимал участие в боевых действиях в провинции Хост. Награждён орденом Красной Звезды.
В 1988 году окончил Академию МВД СССР (факультет подготовки руководящего состава). Был назначен на должность начальника Первомайского территориального отдела милиции УВД города Кургана.
В 1993 году назначен на должность командира специального отряда быстрого реагирования Управления по борьбе с организованной преступностью при Управлении внутренних дел по Курганской области.
С 9 марта по 28 апреля 1995 года совершил первую служебную командировку в Чечню. Возглавляя подразделение СОБР УВД Курганской области, провёл 33 специальные операции по пресечению деятельности незаконных вооруженных формирований. Задержано 33 боевика, в боестолкновениях уничтожено 13 вооруженных бандитов. Изъято 83 единицы стрелкового оружия, один гранатомет, 8 авиационных пушек, большое количество боеприпасов. Подразделение при этом не понесло потерь.
1 февраля 1996 года отбыл во вторую служебную командировку.

### Гибель
6 марта 1996 года, при нападении боевиков на блокпосты в городе Грозном Чеченской Республики, возглавил одну из мобильных групп. Критическая ситуация сложилась на блокпосту № 15 — у сотрудников ОМОНа кончились боеприпасы, их окружили боевики. Получив приказ командования, подполковник милиции Евгений Родькин с боевым расчетом на двух бронетранспортёрах выехал на помощь. По пути следования, недалеко от блокпоста № 22, который к тому времени уже вёл бой, собровцы попали под интенсивный обстрел боевиков. По команде Родькина его бойцы успели спешиться и, заняв позиции вокруг бронемашин, стали огнем поддерживать обороняющихся на блокпосту товарищей. Через некоторое время по радиостанции сообщили, что рядом с блокпостом № 22 ведут жестокий бой пермские собровцы, есть раненые и убитые, требуется срочная эвакуация. Евгений Родькин немедленно принял решение выехать на БТРе на помощь боевым товарищам. С собой взял пятерых сотрудников. Бронетранспортер на большой скорости подъехал к месту боя и был обстрелян из гранатометов. Подполковник милиции Евгений Родькин получил множественные осколочные ранения. Превозмогая боль, он дал команду собровцам покинуть подбитую машину и укрыться в близлежащем здании, а сам открыл огонь по боевикам, уничтожив троих из них. В течение четырех часов его группа отражала атаки превосходящих сил бандитов. Погиб при отражении очередной атаки боевиков.
В том же бою погибли ещё два офицера курганского СОБРа — майор Владимир Васильевич Звонарев и лейтенант Константин Борисович Максимов. Оба награждены орденами Мужества (посмертно).
Указом Президента Российской Федерации № 1329 от 6 сентября 1996 года подполковнику милиции Родькину Евгению Викторовичу присвоено звание Героя Российской Федерации (посмертно).
Похоронен на кладбище посёлка Малиновка Введенского сельсовета Кетовского района Курганской области, ныне посёлок входит в Кетовский муниципальный округ той же области.

## Награды
- Герой Российской Федерации, 6 сентября 1996 года, посмертно
  - Медаль «Золотая Звезда» № 343
- Орден Мужества, 23 мая 1996 года, посмертно
- Орден Красной Звезды
- Нагрудный знак «Воину-интернационалисту»
- Орден «За храбрость» (Афганистан)
- Медаль «От благодарного афганского народа» (Афганистан)
- Почётный гражданин города Кургана, 4 августа 1997 года, посмертно
- Почётный гражданин Курганской области, 20 января 2010 года, посмертно

## Память
- Евгений Родькин навечно занесён в списки личного состава УВД по Курганской области.
- В городе Кургане одна из улиц названа именем Евгения Родькина (между 6 и 11 микрорайонами Заозёрного жилого массива).
- В селе Введенском Кетовского муниципального округа Курганской области одна из улиц названа именем Евгения Родькина
  - 20 декабря 2013 года установлена аннотационная доска на здании по адресу: г. Курган, 6-й микрорайон, 29[5] — 55°28′10″ с. ш. 65°17′27″ в. д.HGЯO
- Курганской средней общеобразовательной школе № 75 присвоено имя Героя России Е. В. Родькина.
  - На здании МБОУ «СОШ № 75» им. Героя России Е. В. Родькина установлена мемориальная доска, г. Курган, ул. Правды, 53[6] — 55°26′36″ с. ш. 65°17′38″ в. д.HGЯO
  - В Курганской средней школе № 75 открыт музей памяти Героя России Евгения Родькина[7].
- В Кургане на доме где проживал Герой установлена мемориальная доска, г. Курган, ул. Карла Маркса, 42[8] — 55°26′09″ с. ш. 65°20′26″ в. д.HGЯO
- В декабре 2017 года на здании Курганского государственного университета где учился Герой установлена мемориальная доска, г. Курган, ул. Советская, 63[9][10] — 55°26′05″ с. ш. 65°20′39″ в. д.HGЯO
- На здании храма Михаила Архангела, возле которого он погиб, установлена мемориальная доска, г. Грозный, просп. А. Кадырова, 21 — 43°18′43″ с. ш. 45°41′57″ в. д.HGЯO

## Семья
У Евгения три брата. Он был женат, воспитывал сына.